# سولفور اسپرینگز، شهرستان مونتگومری، آرکانزاس
سولفور اسپرینگز (به انگلیسی: Sulphur Springs) یک منطقهٔ مسکونی در ایالات متحده آمریکا است که در شهرستان مونتگومری، آرکانزاس واقع شده‌است. سولفور اسپرینگز ۲۹۲٫۹۲ متر بالاتر از سطح دریا قرار دارد.